# Tørst (planteslægt)
 For alternative betydninger, se Tørst. (Se også artikler, som begynder med Tørst)
Slægten Tørst (Frangula) er udbredt i Europa og Nordamerika. Den er ganske lille og består kun af nogle få arter. Her omtales kun den ene art, som er vildtvoksende i Danmark.
| Beskrevne arter |

- Tørst (Frangula alnus)

| Andre arter |

- Frangula betulifolia
- Frangula californica
- Frangula caroliniana
- Frangula crenata
- Frangula purshiana
- Frangula rubra
- Frangula rupestris

Arten blev tidligere anbragt under slægten Korsved.